# Valdštejnská skála
Valdštejnská skála (původním německým názvem Waldstein, v překladu Lesní kámen) je pískovcový skalní útvar na úbočí kopce Bučina (538 m n. m.) v Lužických horách, v centrální části stejnojmenné chráněné krajinné oblasti. Skála se nachází na okraji katastrálního území obce Svor, přímo na hranici okresů Česká Lípa a Děčín, tj. Libereckého a Ústeckého kraje.

## Geografie
Valdštejnská skála, tvořená čtyřmi mohutnými bloky železitého pískovce, leží na území Kytlické hornatiny, která je geomorfologickým podcelkem Lužických hor. Skála, která se tyčí z dolní části jihozápadního svahu Bučiny v nadmořské výšce přibližně 500 metrů, náleží do povodí řeky Kamenice, která pramení necelý jeden kilometr severně od tohoto místa. Vody z pramenů a potoků, které obtékají  skálu, napájejí Hraniční rybník (dříve nazývaný podle skály Waldsteinteich), jehož východní břehy jsou od Valdštejnské skály vzdáleny sotva osm desítek metrů.

## Historie
Pojmenování „Valdštejnská skála“ vzniklo po roce 1945 v důsledku chybného překladu původního názvu Waldstein (Lesní kámen).

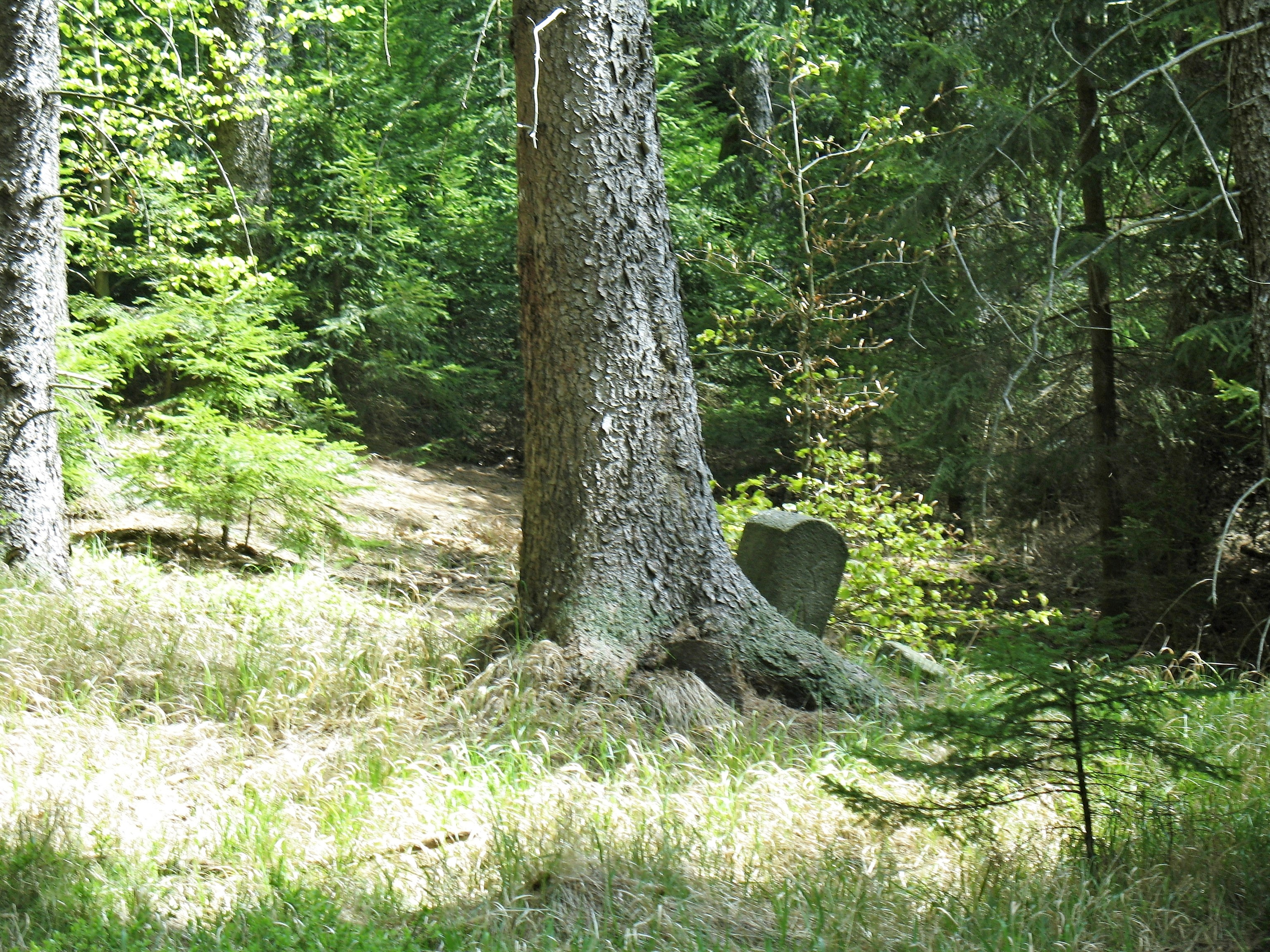
Jeden z hraničních kamenů nedaleko skály

U Valdštejnské skály se v dřívějších dobách setkávaly hranice tří severočeských panství - kamenického (českokamenického), zákupského a sloupského. Obdobné místo v Lužických horách, kde se dotýkaly hranice tří panství, v tomto případě kamenického, tolštejnsko-rumburského a zákupského, leží zhruba o 1100 metrů vzdušnou čarou severněji od Valdštejnské skály pod vrcholem Jelení skály (Konopáče) a bývalo označeno tzv. Třípanským sloupem. V lese na západním úpatí Bučiny mezi skálou a Hraničním rybníkem se dochovalo několik historických hraničních kamenů z přelomu 18. a 19. století, na nichž jsou vytesána počáteční písmena panství - „K“ jako Kamnitz (Česká Kamenice) a „R“ jako Reichstadt (Zákupy).

### Rytiny na skále
Nejpozoruhodnější na Valdštejnské skále je velké množství různých rytin, z nichž mnohé jsou zjevně i několik set let staré, neboť se o nich zmiňuje už hraniční protokol z roku 1555. Jedná se o letopočty, iniciály, četné značky a symboly, jejichž původ mnohdy nebyl objasněn. Nejstarším letopočtem, který je vyryt v dolní části východního skalního bloku, je rok 1534. Dále jsou zde zřetelné letopočty 1699, 1741 nebo 1888. Nejvýraznějším vyobrazením, umístěným na čelní stěně nejvyššího, centrálního skalního bloku, je velký kříž, pod nímž je znázorněn znak Svatého stolce - štít se zkříženými klíči. Na stěnách se vyskytuje několik iniciál, například u letopočtu 1699 je to „G. H.“ a u roku 1741 iniciály „B. F. M.“ Nejzáhadnější je množství znaků a značek, o jejichž původu existují různé domněnky. Podle těchto hypotéz by se například mohlo jednat o kamenické značky,  některé další rytiny bývají považovány za znamení vlašských prospektorů, kteří ve zdejších horách hledali drahé kameny a vzácné kovy.

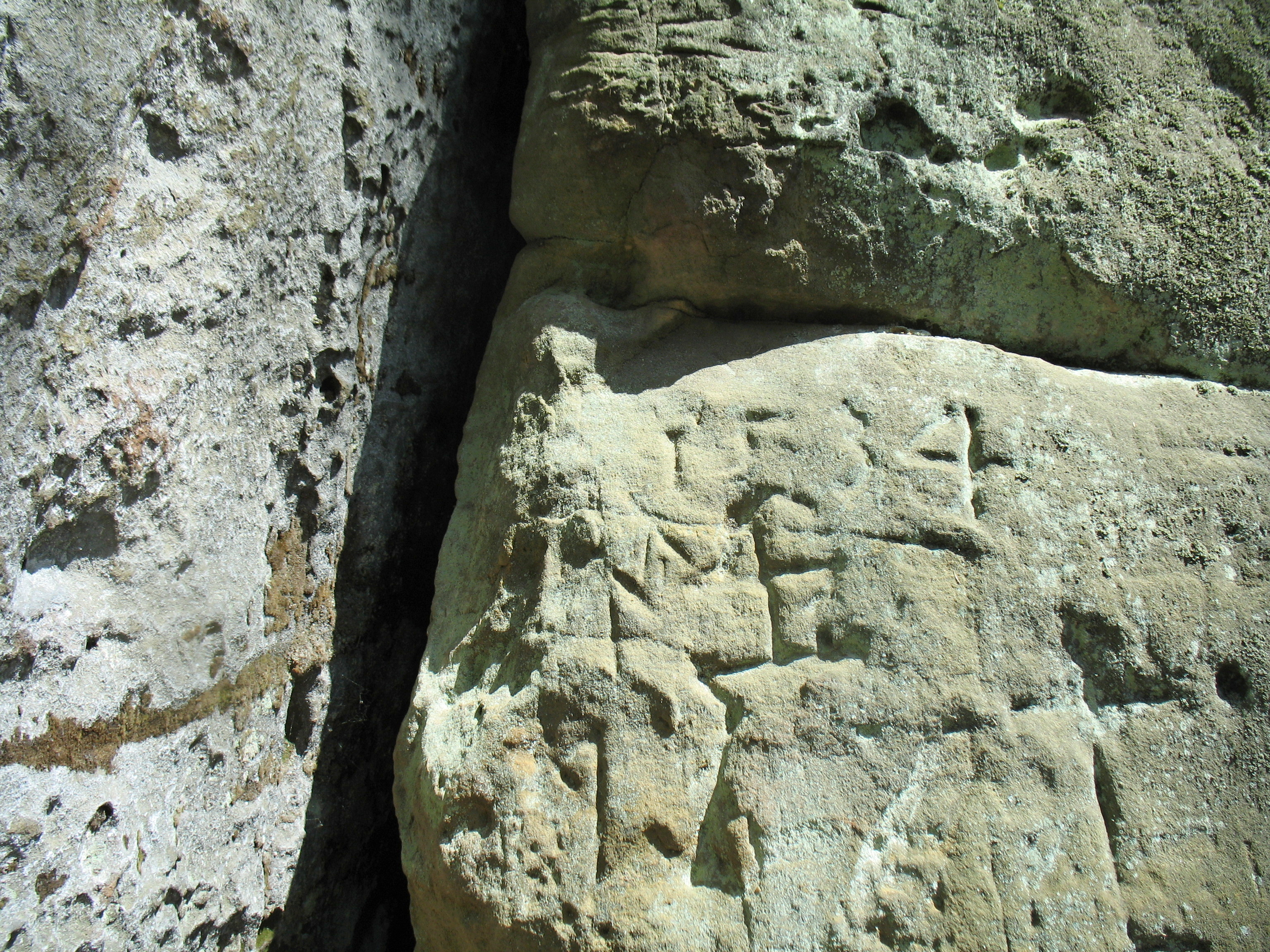
Nejstarší letopočet je z roku 1534
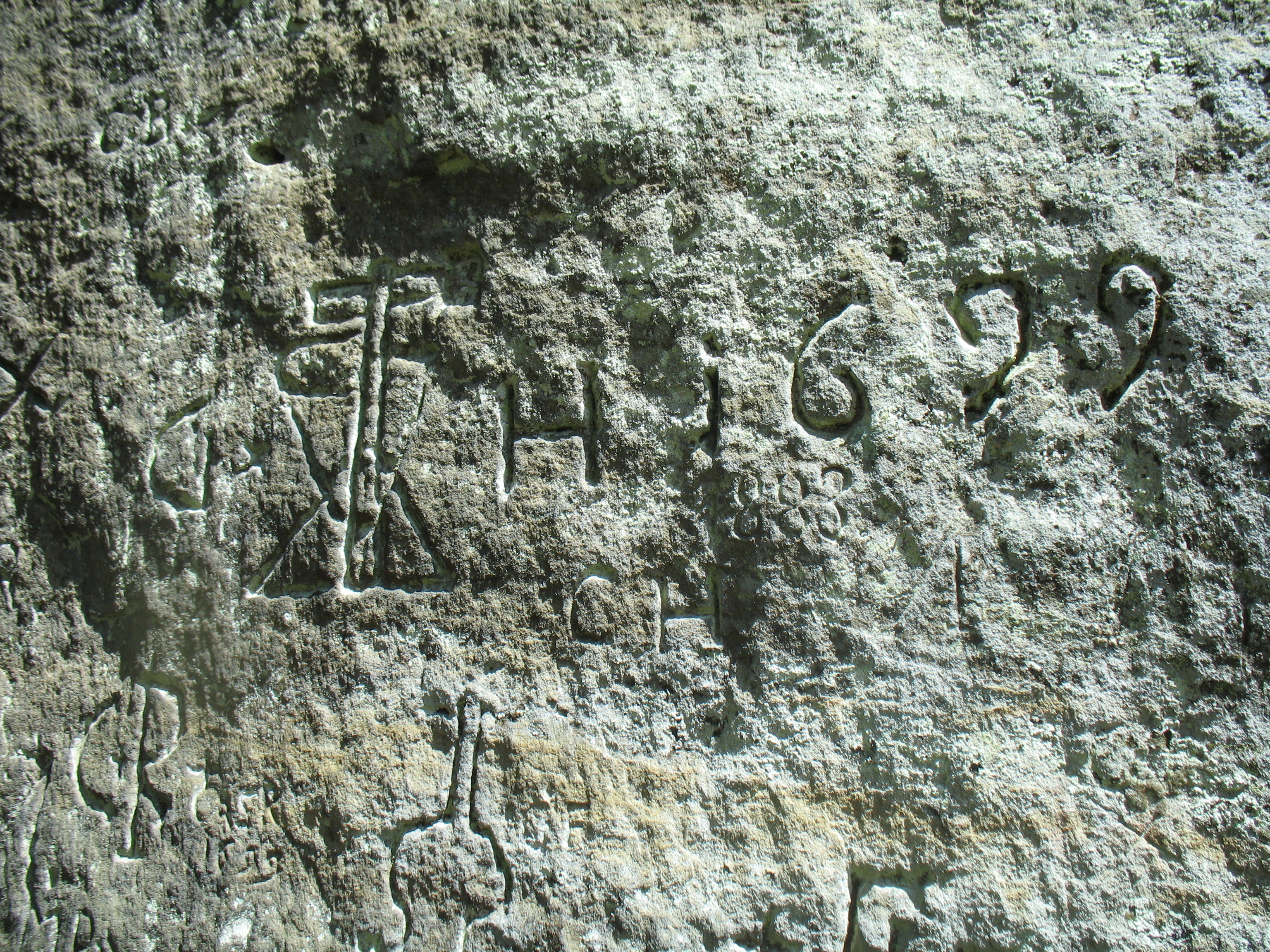
Detail skály s letopočty 1699 a 1888
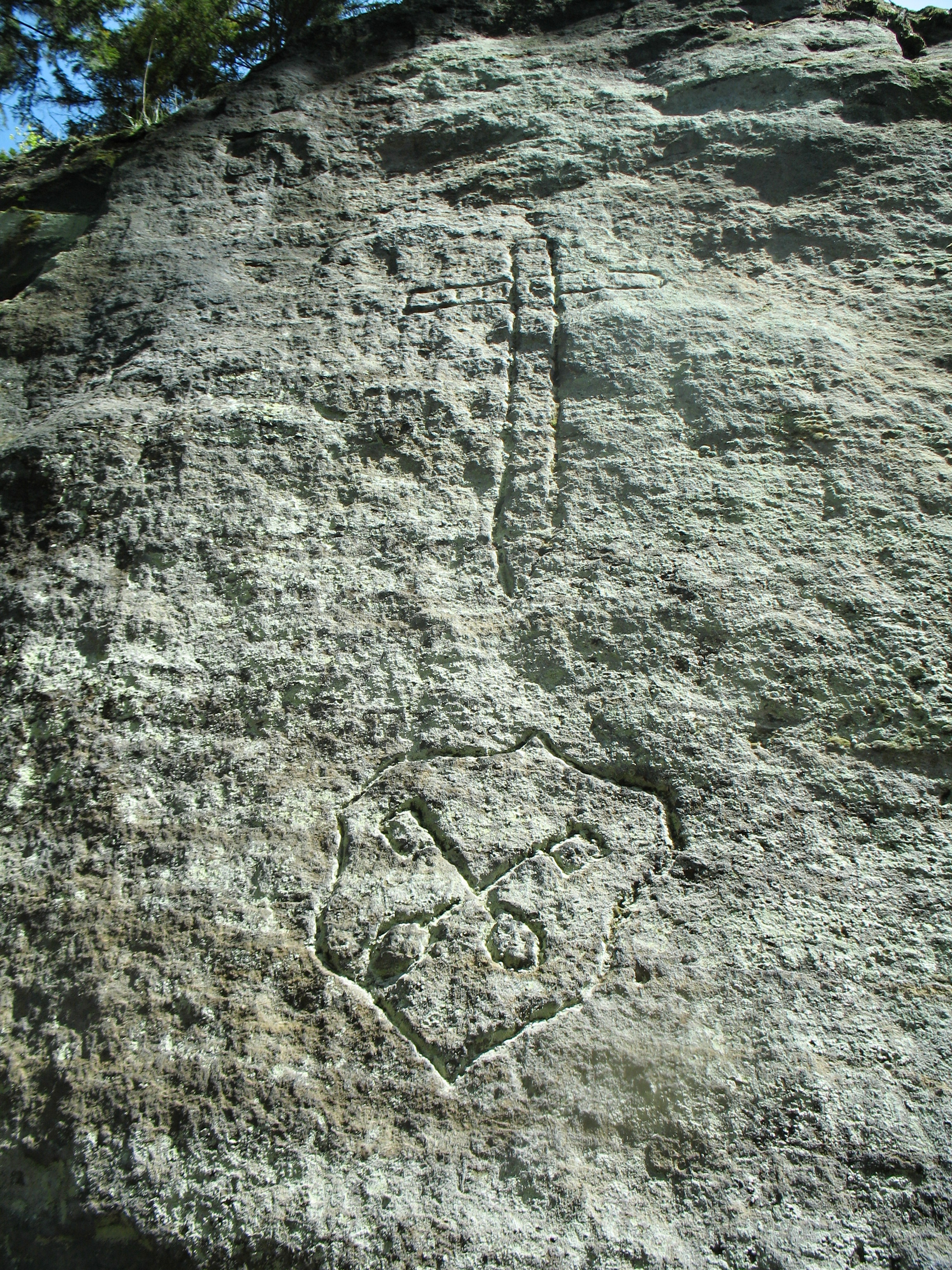
Velký kříž a znak Svatého stolce
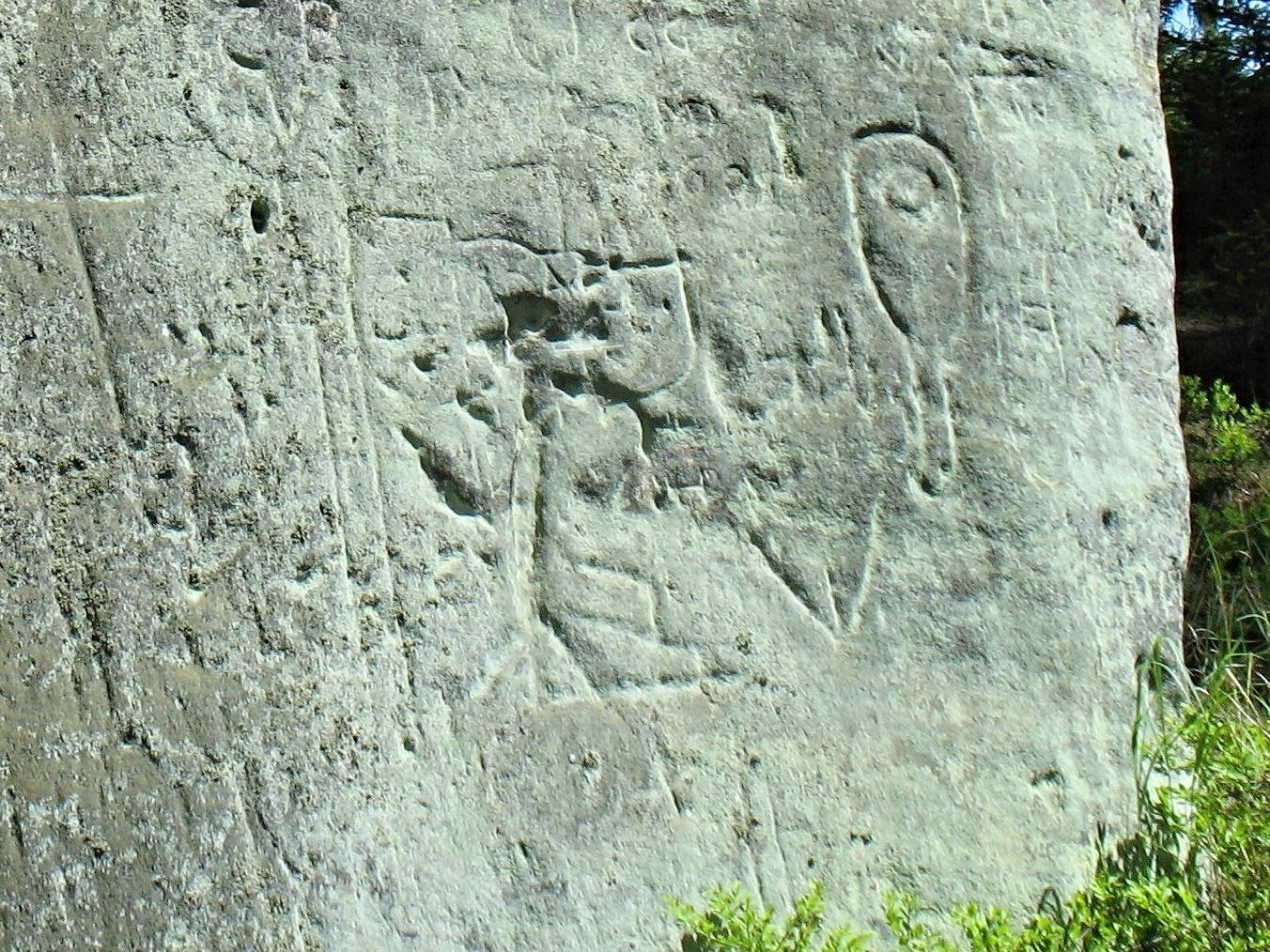
Rytiny poháru a dalších neurčených znaků
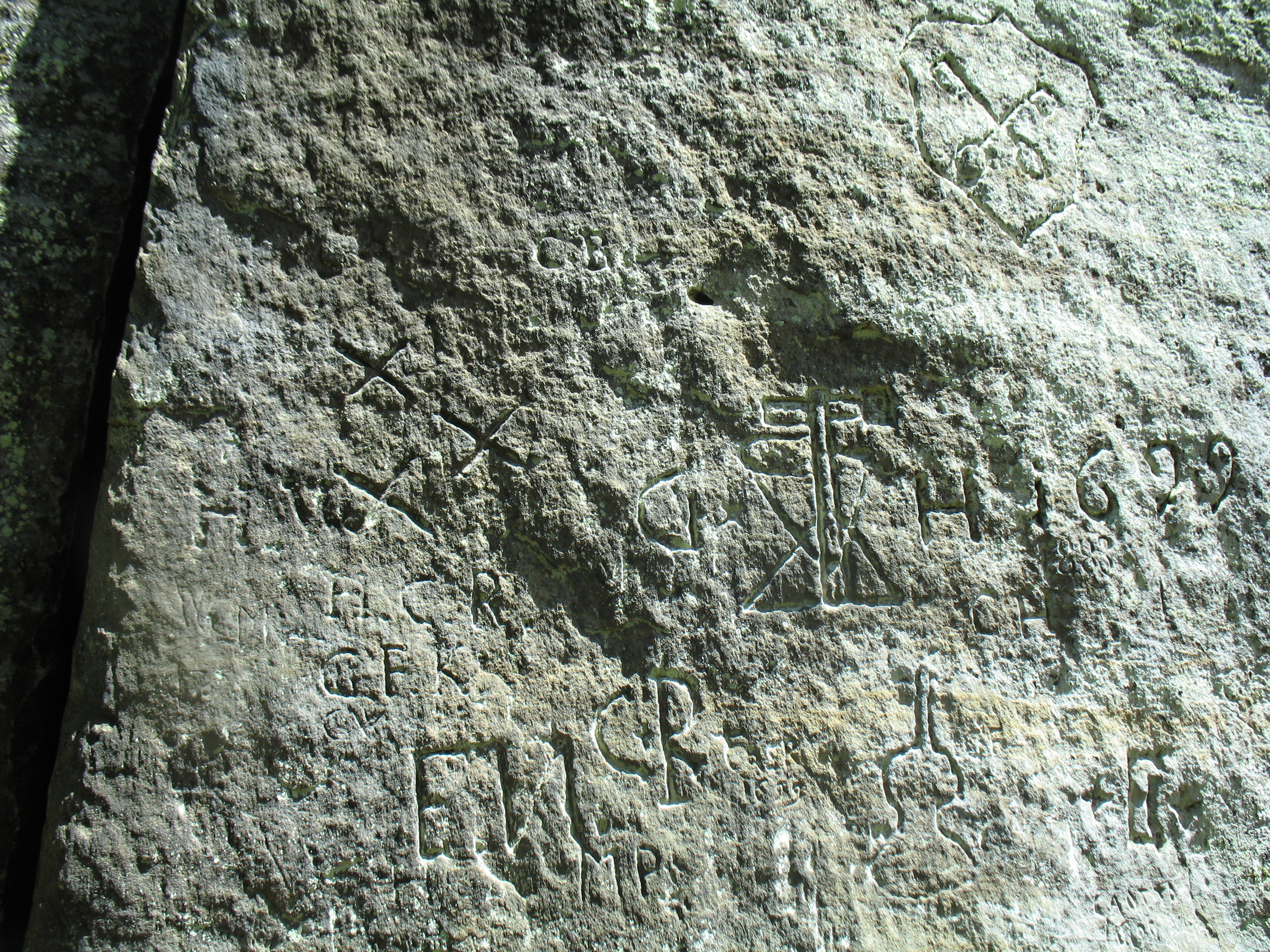
Různé značky a znak Svatého stolce (nahoře)